# Utah State Route 21
Die Utah State Route 21 ist ein Highway im Südwesten des US-Bundesstaats Utah; sie beginnt an der Nevada State Route 487 etwa zwei Kilometer nordwestlich von Garrison und endet in Beaver nahe der Interstate I-15.

## Verlauf
Die Straße beginnt östlich des Great-Basin-Nationalparks an der Grenze zum White Pine County, Nevada, als Fortsetzung der Nevada State Route 487, welche über Baker zum U.S. Highway 6/U.S. Highway 50 weiterführt. Nach rund zwei Kilometern wird die Siedlung Garrison erreicht, wo die von Norden kommende Utah State Route 159 einmündet. Die Strecke verläuft durch das Snake Valley vorbei am Pruess Lake und führt den Mormon Gap überquerend weiter ins Antelope Valley. Nach Überqueren der Halfway Hills am Halfway Summit (6300 ft./1920 m) wird die im Pine Valley gelegene UNESCO Desert Experimental Range berührt. Die Wah Wah Mountains werden am Wah Wah Summit (6439 ft./1963 m) überquert, die nun weitestgehend in östlicher Richtung verlaufende Strecke durchquert das Wah Wah Valley und am Frisco Summit (6500 ft./1981 m) die San Francisco Mountains, bevor es in den Beaver Bottoms mit Milford die erste größere Siedlung erreicht. Die Straße wendet sich nach der Einmündung der State Route 257 nach Süden, überquert die Strecke der Union Pacific und folgt dem Tal des Beaver River durch die Milford Flat nach Minersville, wo sie sich nach der Einmündung der State Route 130 nach Nordosten wendet. Nach der Passage des Minersville Reservoir verläuft die Strecke in östlicher Richtung, unterquert am westlichen Stadtrand von Beaver die Interstate 15 und endet an der State Route 160 in der Innenstadt.

## Geschichte
Die Erschließung des wüstenhaften Südwesten des Bundesstaates Utah erfolgte im Verlauf des frühen 20. Jahrhunderts in mehreren Etappen. Zunächst wurde der Streckenabschnitt zwischen Beaver und Milford ab 1910 in das System der State Highways aufgenommen. Dieses Strecke wurde 1916 bis Frisco und Newhouse verlängert, um diesen Minenstädten eine Anbindung an das Verkehrsnetz zu bieten. Erst 1927 – dem Jahr, in welchem auch die heute noch gültige Nummer 21 vergeben wurde – erfolgte die Fertigstellung des Streckenabschnitts bis zur Grenze von Nevada.

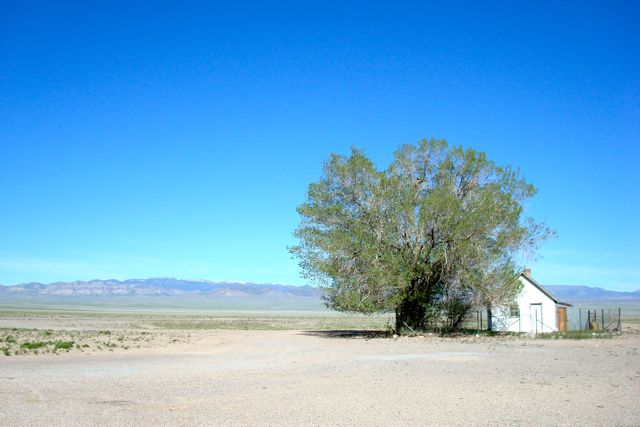
Haus an der Utah State Route 21 im Pine Valley